# Мотіцукі Анко
Анко Мочіцукі (яп. 餅月あんこ, Мотіцукі Анко; нар. 9 грудня 1976 року) — японка манґакиння.

## Біографія
Після перемоги в конкурсі Famitsu Manga Grand Prix, вона дебютувала на професійному рівні в 1991 році у віці 14 років у журналі Weekly Famicon Tsushin (пізніше Weekly Famitsu). Її прозвали «художницею манґ для дівчат молодших класів», а її манґа «Театр Доранеко» виходила серійно близько 10 років.
Вона продовжувала активно працювати як есеїстка, ілюстратор, ведучою на інтернет-радіо і т. д. З кінця 2000-х років Анко стає малоактивна на публіці, заради сімейного достатку і життя матері власної дитини.
У вересні 2019 року виходять раз на два тижні серії «Doraneko Theatre Reprise» в Weekly Famitsu".

## Роботи

### Мультиплікація
- ドラネコシアター (1991—2000, укр. Театр Доранеко)
- 杏緑草子 (1994—1995)
- 丹沢清流たんぽぽ庵 (1995—1996)
- ネコジオン (2003)
- ハロ・ミニシアター (2003—2004)
- 全自動洗濯乾燥機 乾ダム (2004—2006)
- あんこなみ (2006)
- ドラネコシアター リプライズ (2019)